# Pierre Urban
Pierre Urban, né le 14 mars 1930 et mort le 27 février 2019, est un multi-instrumentiste (guitare, cithare, guitare électrique, luth, zarb, flute harmonique, archicistre), chanteur, compositeur, musicologue et documentariste français, spécialiste de musique baroque, contemporaine, orientale et sud-américaine,.

## Biographie
Né à Strasbourg en 1930, Pierre Urban a étudié le luth et la guitare baroque au conservatoire de Genève.  Après quelques années comme guitariste d'accompagnement dans des orchestres de variété, avec lesquels il a notamment accompagné Line Renaud dans la fosse en 1959-1960 et Charles Aznavour sur scène pour sa tournée mondiale de 1963 et 1964, il devient en 1965 guitariste et chanteur dans le quatuor vocal folk Les Troubadours, qu'il quitte en 1968.
Parallèlement, Pierre Urban devient en 1964 soliste dans l'ensemble musical contemporain Ars Nova, avec lequel il collabore jusqu'en 1987.  Il y participe à la création d'œuvres de Maurice Ohana, Marius Constant, etc. Il collabore également avec le Groupe de recherches musicales de l'ORTF,,,
Après un poste de professeur de musique à La Rochelle, Pierre Urban se consacre à la préservation des chants traditionnels sud-américains, par la création en 2003 de l'association Shané, la réalisation de documentaires video et l'organisation d'expositions d'artisanat et d'art pictural.

## Discographie Solo
Pierre Urban, Nouvelles Découvertes sur la guitare, 1980, Corélia CC 679136,

## Filmographie
- 2004 : À l'écoute du peuple Shipibo-Conibo, chants et traditions d'Amazonie, Association Shanë[21]
- 2005 : Ucayali, entre terre et eau..., Association Shanë[22]
- 2017 : Kumancaya, le village qui vole, Association Shanë